# Tyrhys Dolan
Tyrhys Dolan (* 28. Dezember 2001 in Manchester) ist ein englischer Fußballspieler. Der Flügelspieler steht beim spanischen Erstligisten Espanyol Barcelona unter Vertrag.

## Karriere
Der in Manchester geborene Tyrhys Dolan begann seine fußballerische Ausbildung bei Manchester City. Im Alter von 16 Jahren wurde er dort freigestellt, woraufhin er in die Jugendabteilung des Zweitligisten Preston North End wechselte. Dort spielte er in den Saisons 2018/19 und 2019/20 erfolgreich in der U18. Ende Februar 2020 wechselte er auf Leihbasis zum Amateurverein FC Clitheroe in die Northern Premier League Division One North West, wo er bis zum Saisonende vier Ligaeinsätze bestritt, in denen ihm zwei Treffer gelangen.
Nachdem er im anschließenden Sommer keinen professionellen Kontrakt bei den Lilywhites erhalten hatte, schloss er sich ablösefrei dem Ligakonkurrenten Blackburn Rovers an, wo er für zwei Jahre unter Vertrag genommen wurde. Beim einstigen Premier-League-Spitzenverein etablierte sich der Flügelspieler jedoch bereits in der Vorbereitung zur Spielzeit 2020/21 in der ersten Mannschaft. Cheftrainer Tony Mowbray gab ihm deshalb bereits im ersten Pflichtspiel gegen die Doncaster Rovers im Ligapokal die Chance sich zu beweisen und wechselte ihn beim 3:2-Heimsieg in der 65. Spielminute für Harry Chapman ein. Bereits in dieser kurzen Einsatzzeit wusste er zu überzeugen und erhielt positive Kritiken in der regionalen Fachpresse. Nachdem er in den nächsten Tagen zwei weitere Male berücksichtigt worden war, gelang ihm am 19. September 2020 (2. Spieltag) beim 5:0-Heimsieg gegen den Aufsteiger Wycombe Wanderers sein erstes Ligator.
Nach fünf Jahren und über 200 Einsätzen für Blackburn wechselte Dolan im Juli 2025 zu seiner ersten Auslandsstation Espanyol Barcelona.